# Depositum (Römisches Recht)
Das Depositum (lat. „Hinterlegtes“) ist die römisch-rechtliche Urform des heutigen Verwahrungsvertrags. Das Wort bezeichnete sowohl eine bewegliche Sache, die hinterlegt wurde, als auch den entsprechenden Verwahrungsvertrag zwischen dem Hinterleger (Depositar) und dem Verwahrer.

## Geschichte
Die Hinterlegung oder auch Verwahrung (depositum) bedeuteten im römischen Recht die unentgeltliche Aufbewahrung beweglicher Sachen. Der Vertrag kam durch Übergabe zustande, die aber nicht der Eigentumsübertragung, sondern nur der Besitzübertragung diente. Es handelte sich um einen Realkontrakt. Die Übergabe löste keinen Gefahrübergang auf den Verwahrenden aus, erst wenn diesem nachträglich die Verwendung gestattet wurde. Der Verwahrer haftete nur bei vorsätzlicher (dolus) Beschädigung der Sache, jedoch nicht bei fahrlässiger (culpa).
Geld und andere fungible Sachen waren nicht identisch, sondern in gleicher Menge (tantumdem) zurückzugeben (depositum irregulare). Die Hinterlegung/Verwahrung wandelte sich in diesen Fällen zu einem Darlehen (mutuum) beziehungsweise einer Leihe. Solche Hinterlegungen erfolgten meist bei Bankiers. Ein versiegelter Geldbeutel mit einer unbestimmten Menge an Münzen galt hingegen als gewöhnliches Depositum.
Die Nothinterlegung (depositum miserabile), welche nicht authentisch römisch ist, gelangte in Notfällen wie Schiffbruch, Feuersbrunst, Aufständen und dgl. zur Anwendung. Hierbei musste der Verwahrer bei Betrug und Verweigerung der Herausgabe doppelten Schadensersatz leisten.
Bei Weigerung des Verwahrers, die Sache herauszugeben, sowie bei anderen Pflichtverletzungen konnten die Herausgabe der Sache und Schadensersatz mit der seit dem Zwölftafelgesetz bekannten actio depositi eingeklagt werden. Umgekehrt konnte der Verwahrer mit der actio depositi contraria eigene Kosten und Verluste geltend machen.
Die entgeltliche Verwahrung unterfiel hingegen der locatio conductio (operis). Dem Verwahrer (detentor) war die Nutzung der Sache untersagt. Daher genoss er keinen Besitzschutz und setzte sich bei rechtsmissbräuchlicher Nutzung dem Vorwurf des furtum usus (Gebrauchsanmaßung) aus.